# Florența Mihai
Florența Mihai (uitspraak: Florentsa) (2 september 1955 – 14 oktober 2015) was een tennisspeelster uit Roemenië. Zij was actief in het proftennis van 1975 tot en met 1984. Daarna werd zij tenniscoach van onder meer Ruxandra Dragomir.

## Loopbaan
Het oudste traceerbare internationale optreden van Mihai vond plaats in april 1974, op het Nice International Tournament in Nice (Zuid-Frankrijk) – zij bereikte er de finale, waarin zij verloor van haar landgenote Judith Gohn, maar waar zij met diezelfde Gohn wel de dubbelspeltitel won. Op de Roemeense kampioenschappen van 1974 in september bereikte zij de halve finale, die zij verloor van Mariana Simionescu; in het dubbelspel bereikte zij de finale. Mihai eindigde 1974 als nummer drie op de Roemeense rankinglijst, achter Virginia Ruzici en Mariana Simionescu.
Gedurende de eerste maanden van 1975 maakte Mihai een tour door de Verenigde Staten. In januari 1975, op het Mcfarlin-toernooi in Austin (Texas), bereikte zij de finale, waarin zij verloor van de Australische Wendy Paish. Een week later, op het University Club Satellite-toernooi in Houston, sleepte zij de titel in de wacht. In februari bereikte zij op het Mcfarlin Satellite-toernooi van Amarillo de finale in het enkelspel en won zij de dubbelspeltitel samen met Robin Harris. In Tyler, in maart, won zij het USTLA Mini Circuit-toernooi – in de finale versloeg zij de Amerikaanse Bunny Bruning. Teruggekeerd naar Europa, nam zij in mei deel aan de Fed Cup in Aix-en-Provence (Zuid-Frankrijk).
Nadat zij in 1974 nog faalde tijdens het kwalificatietoernooi, wist zij zich in 1975 te kwalificeren voor het hoofdtoernooi van Roland Garros. Behalve enkelspel deed zij tevens mee met het vrouwendubbelspel en het gemengd dubbelspel – in alle drie disciplines was de eerste ronde haar eindstation. Een jaar later wist zij op het gravel van Parijs al tot de halve finale door te dringen, en in 1977 stond zij op Roland Garros voor het eerst in een grandslamfinale, in zowel het enkelspel als het gemengd dubbelspel. Het gravel was haar meest succesvolle ondergrond – in de periode 1975–1980 speelde zij weliswaar ook op het gras van Wimbledon en op het hardcourt van de US Open, maar zij kwam daar nooit verder dan de derde ronde. Naar de Australian Open reisde zij nooit af.
Na haar eerste Fed Cup-deelname in 1975, waarin het Roemeense team in de eerste ronde van de Wereldgroep won van Frankrijk (maar in de tweede ronde verloor van Italië), maakte Mihai ook in de jaren 1976, 1978, 1980, 1981 en 1983 deel uit van het Roemeense team. Vanaf 1980 speelde zij weinig toernooien meer. Zij beëindigde haar actieve loopbaan als tennisspeelster in mei 1984, na twee ITF-toernooien in Engeland.

## Bestuurcarrière
In 2012 vertegenwoordigde zij, samen met Ruxandra Dragomir, de Roemeense tennisbond bij de ITF. In 2014 was zij toernooidirecteur van het ITF-toernooi van Boekarest.

## Persoonlijk
Florența Mihai overleed in 2015 op 60-jarige leeftijd.

## Palmares
| Legenda                |
| ---------------------- |
| Grandslamtoernooi      |
| Olympische Spelen      |
| Year-End Championships |
| Tier I                 |
| Tier II                |
| Tier III               |
| Tier IV & V            |

### WTA-finaleplaatsen enkelspel
| nr.              | finale     | toernooi      | ondergrond | tegenstandster | score         |         |
| ---------------- | ---------- | ------------- | ---------- | -------------- | ------------- | ------- |
| gewonnen finales |            |               |            |                |               |         |
| 1.               | 1977-07-10 | WTA Båstad    | gravel     | Mary Struthers | 6-4, 6-4      | details |
| verloren finales |            |               |            |                |               |         |
| 1.               | 1977-06-05 | Roland Garros | gravel     | Mima Jaušovec  | 2-6, 7-6, 1-6 | details |

### WTA-finaleplaatsen vrouwendubbelspel
| nr.              | finale     | toernooi      | ondergrond    | partner         | tegenstandsters                 | score         |         |
| ---------------- | ---------- | ------------- | ------------- | --------------- | ------------------------------- | ------------- | ------- |
| gewonnen finales |            |               |               |                 |                                 |               |         |
| 1.               | 1976-10-24 | WTA Barcelona | gravel        | Virginia Ruzici | Nathalie Fuchs Michèle Gurdal   | 6-2, 6-4      | details |
| verloren finales |            |               |               |                 |                                 |               |         |
| 1.               | 1976-02-08 | WTA Akron     | hardcourt (i) | Glynis Coles    | Brigitte Cuypers Mona Guerrant  | 4-6, 6-7      | details |
| 2.               | 1977-07-10 | WTA Båstad    | gravel        | Helena Anliot   | Cynthia Doerner Raquel Giscafré | 2-6, 5-7      | details |
| 3.               | 1978-05-28 | WTA Rome      | gravel        | Betsy Nagelsen  | Mima Jaušovec Virginia Ruzici   | 2-6, 6-2, 5-7 | details |

### Finaleplaatsen gemengd dubbelspel
| nr.              | finale     | toernooi      | ondergrond | partner     | tegenstanders             | score    |         |
| ---------------- | ---------- | ------------- | ---------- | ----------- | ------------------------- | -------- | ------- |
| gewonnen finales |            |               |            |             |                           |          |         |
| geen             |            |               |            |             |                           |          |         |
| verloren finales |            |               |            |             |                           |          |         |
| 1.               | 1977-06-05 | Roland Garros | gravel     | Iván Molina | Mary Carillo John McEnroe | 6-7, 3-6 | details |

## Resultaten grandslamtoernooien
| Legenda | Legenda                          |
| ------- | -------------------------------- |
| g.t.    | geen toernooi gehouden           |
| l.c.    | lagere categorie                 |
| –       | niet deelgenomen                 |
| G       | uitgeschakeld in de groepsfase   |
| 1R      | uitgeschakeld in de eerste ronde |
| 2R      | uitgeschakeld in de tweede ronde |
| 3R      | uitgeschakeld in de derde ronde  |
| 4R      | uitgeschakeld in de vierde ronde |
| KF      | uitgeschakeld in de kwartfinale  |
| HF      | uitgeschakeld in de halve finale |
| F       | de finale verloren               |
| W       | het toernooi gewonnen            |
| w-v     | winst/verlies-balans             |

### Enkelspel
| Toernooi        | 1975 | 1976 | 1977 | 1977 | 1978 | 1979 | 1980 | w-v |
| --------------- | ---- | ---- | ---- | ---- | ---- | ---- | ---- | --- |
| Australian Open | –    | –    | –    | –    | –    | –    | –    | 0-0 |
| Roland Garros   | 1R   | HF   | F    | F    | 1R   | –    | –    | 9-4 |
| Wimbledon       | –    | 1R   | 2R   | 2R   | 1R   | –    | 1R   | 0-4 |
| US Open         | –    | 1R   | 3R   | 3R   | –    | 2R   | –    | 3-3 |

### Vrouwendubbelspel
| Toernooi        | 1975 | 1976 | 1977 | 1977 | 1978 |    | 1980 | w-v |
| --------------- | ---- | ---- | ---- | ---- | ---- | -- | ---- | --- |
| Australian Open | –    | –    | –    | –    | –    | –  | 0-0  |     |
| Roland Garros   | 1R   | KF   | 2R   | 2R   | KF   | –  | 4-4  |     |
| Wimbledon       | 2R   | 2R   | 1R   | 1R   | 2R   | 2R | 3-5  |     |
| US Open         | –    | 3R   | 1R   | 1R   | –    | –  | 1-2  |     |

### Gemengd dubbelspel
| Australian Open | g.t. | g.t. | g. | t. | g.t. | g.t. | 0-0 |
| Roland Garros   | 1R   | KF   | F  | F  | –    | 2R   | 5-4 |
| Wimbledon       | –    | –    | –  | –  | 3R   | –    | 1-1 |
| US Open         | –    | –    | –  | –  | –    | –    | 0-0 |